# Toalha de altar

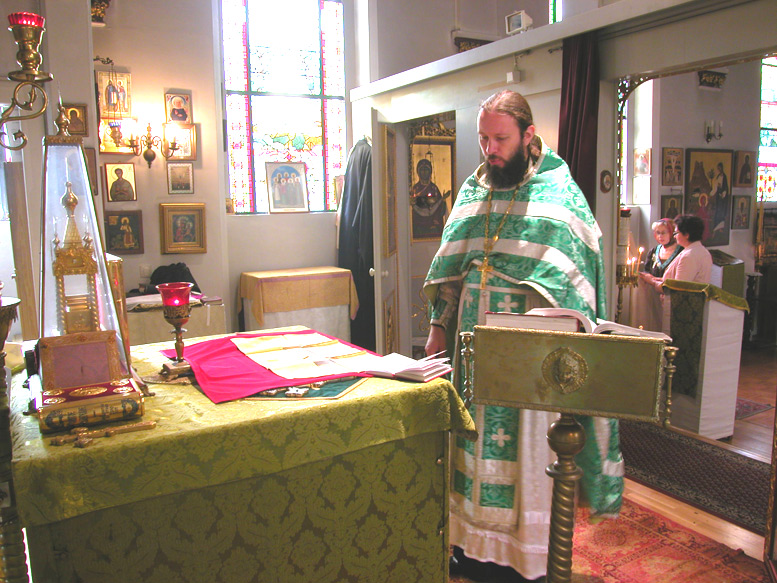
Santuário ortodoxo em Düsseldorf, com toalhas de altar dispostas em frente ao presbítero, prestes a celebrar a Divina Liturgia.

Uma toalha de altar é um tecido próprio para se cobrir o altar em diversas formas de cristianismo e no judaísmo.

## Cristianismo
As toalhas de altar datam da antiguidade da Igreja, sendo mencionadas por Santo Optato de Milevi no século IV e decretadas normativas pelo Papa Bonifácio III. No rito romano, a presença de três toalhas provavelmente data do século IX. As toalhas devem ser abençoadas por um sacerdote, em fórmula constante no Missal Romano. Entre as igrejas ocidentais, anglicanos e luteranos e metodistas também utilizam toalhas para cobrir seus respectivos altares.
Na Igreja Ortodoxa, assim como nas igrejas católicas orientais de rito bizantino, também são adicionadas três camadas de tecido sobre o altar, além do antimênsion (em grego:  ἀντιμήνσιον, transl.: antimínsion; em russo:  антиминсa, transl. antiminsa), que não tem a mesma função do altar ocidental (mais se aproximando de sua pedra de altar), visto que jamais é tirado de sobre o altar e tem ricas decorações, além de sempre uma relíquia costurada.

## Judaísmo
Como relatado no Antigo Testamento, as toalhas de altar de linho eram parte prescrita do sacrifício hebreu.